# بوگوتا
بوگوتا که نام رسمی آن بوگوتا دی‌سی است پایتخت کلمبیا بوده و با جمعیتی معادل ۷٬۳۲۱٬۸۳۱ نفر بزرگ‌ترین و پرجمعیت‌ترین شهر آن کشور به‌شمار می‌آید (سرشماری سال ۲۰۰۵). جمعیت تقریبی بوگوتا، و منطقه‌ای در حومه شهر به نام سواچا، ۷٬۸۸۱٬۱۵۶ نفر می‌باشد.

## تاریخچه
این شهر که در ابتدا توسط اتحادیه مویسکا «باکاتا» نامیده می‌شد، پیش از آنکه کاوشگران اسپانیایی منطقه را تحت استعمار قرار دهند، مرکز تمدن آن‌ها محسوب می‌شد و جمعیت فراوانی را در خود جای داده بود. در ۶ اوت ۱۵۳۸ (میلادی) گونزالو ژیمنز دی کوساتا اقامتگاه اروپاییان را بنا نهاد و با توجه به نام زادگاه خود و نام محلی، آن را سانتا فه ده باکاتا نامگذاری کرد. نام «باکاتا» تا زمانی‌که پایتخت پادشاهی جدید گرانادا شد به بوگاتای مدرن تغییر یافته بود. بوگوتا در آن زمان بخشی از نیاب‌السلطنه پرو و سپس نیاب‌السلطنه گرانادای نو به‌شمار می‌آمد و به یکی از مراکز قدرت استعمار اسپانیا و تمدن آمریکای جنوبی تبدیل شده‌بود.
در ۱۸۱۰-۱۸۱۱، ساکنان این شهر علیه استعمار حکومت اسپانیا شورش کردند و دولتی از خودشان تشکیل دادند، اما ناچار بودند به تقسیم‌بندی‌های داخلی رضایت داده و بازگشت موقت ارتش وفادار اسپانیا، که از سال ۱۸۱۶ تا ۱۸۱۹ کنترل شهر را بازپس گرفتند رضایت دهند تا اینکه سیمون بولیوار پس از پیروزی‌اش در بویاکا این شهر را باز پس گرفت. پس از آن بوگاتا به پایتخت گراند کلمبیا که اتحادیه‌ای متشکل از پاناما، ونزوئلا، کلمبیا و اکوادور بود، تبدیل شد. پس از آنکه جمهوری مذکور به بخش‌های مختلف خود تجزیه شد، بوگاتا پایتخت گرانادای نو باقی‌ماند و بعدها به به جمهوری کلمبیا تبدیل شد.

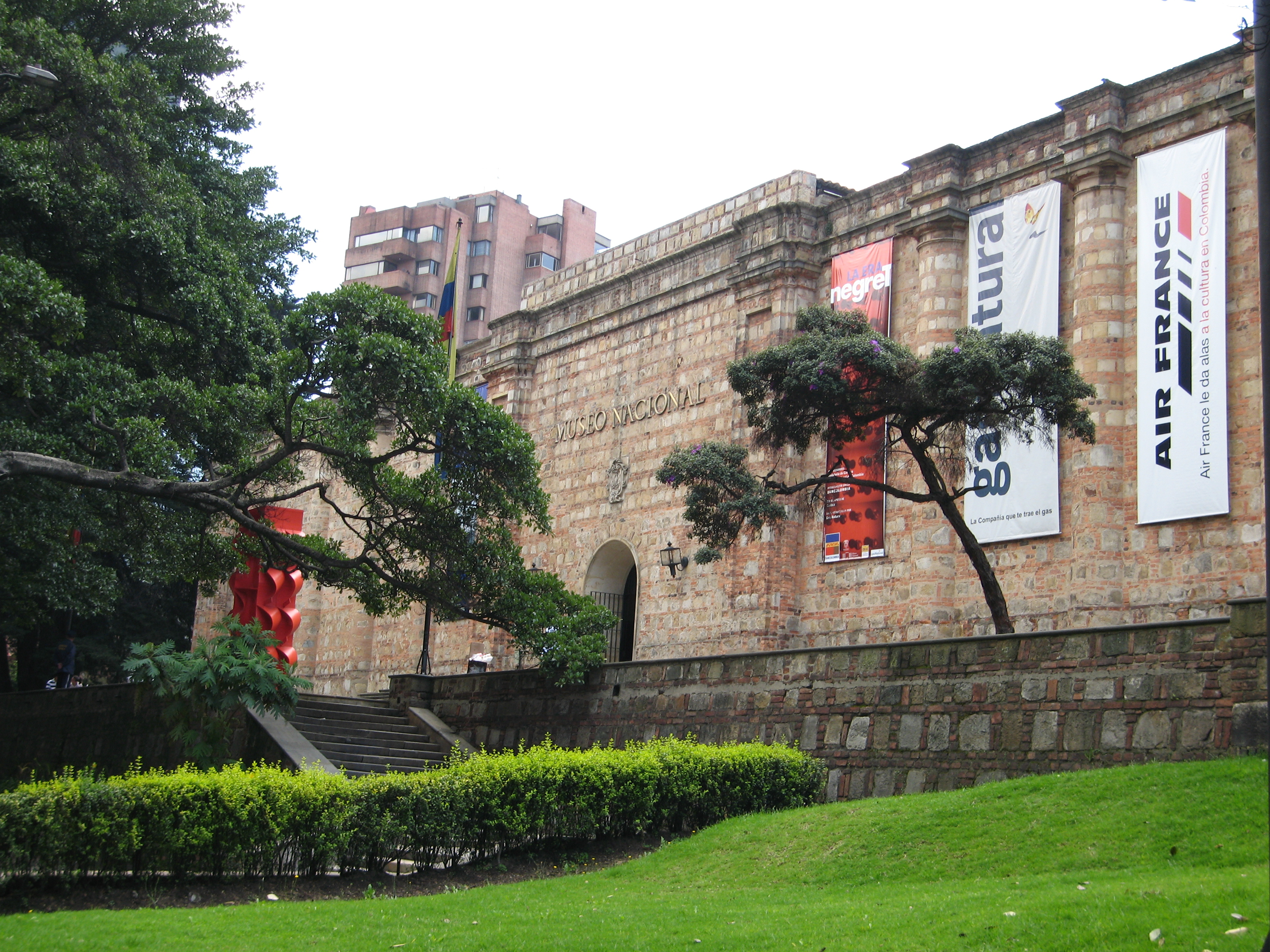
موزه ملی کلمبیا

در سال ۱۹۵۶، این بخش شهر به سایر بخش‌های شهر وصل شد و یک «منطقه ویژه» را به وجود آورد (اسپانیولی: Distrito Especial).
بر اساس نظامنامه‌ای که در سال ۱۹۹۱ وضع شد، بوگوتا به پایتخت کلمبیا تبدیل شد و «سانتا فی د بوگوتا» نام گرفت و رده آن از منطقه ویژه به «منطقه پایتخت» تغییر یافت. (اسپانیولی: Distrito Capital).
در اوت سال ۲۰۰۰ نام پایتخت رسماً از «سانتا فی د بوگوتا» به بوگوتا دی‌سی تغییر یافت. منطقه پایتخت بوگوتا دولت محلی منطقه پایتخت را در برمی‌گیرد، رئیس کنونی دولت لوییس ادواردو گارزون می‌باشد.

### پرچم
طرح این پرچم از جنبش مبارزه با حکومت استعماری که در ۲۰ ژوئیه ۱۸۱۰ آغاز شد نشأت می‌گیرد. در طی این مبارزات شورشیان بازوبندهایی با نوارهای زرد و قرمز بسته بودند چرا که این رنگ‌ها در پرچم اسپانیا بکار می‌رفتند و همین طرح در پرچم پادشاهی جدید گرانادا بکار گرفته شد.
در ۹ اکتبر ۱۹۵۲، یعنی دقیقاً ۱۴۲ سال بعد از این رویدادها، حکم ۵۵۵ هزار و نهصد و پنجاه و دو، رسماً و با قاطعیت این بازوبند میهنی را به عنوان پرچم بوگوتا اعلام کرد.
این پرچم به صورت افقی به دو قسمت تقسیم می‌شود، نوار بالایی زرد و نوار پایینی قرمز می‌باشد. رنگ زرد نماد طلای زمین، برتری‌های عدالت، آرامش، نیک‌خواهی، «ویژگیهای زمینی» (یعنی اصالت، برتری، ثروت، سخاوت، جلال، شکوه، سلامت، استواری، لذت و رفاه)، عمر طولانی، جاودانگی، قدرت و ثبات است. رنگ قرمز نمایانگر فضیلت نیکی و ویژگی‌هایی همچون شجاعت، اصالت، ارزش‌ها، بی‌پروایی، پیروزی، سربلندی و عشق فراوان می‌باشد که کلمبیایی‌ها آن را خون مردمشان می‌خوانند.

### نشان ویژه
در سوم دسامبر ۱۵۴۸ در والادولید، اسپانیا نشان ویژه شهر توسط امپراتور چارلز پنجم (چارلز اول اسپانیا) با حکم سلطنتی به پادشاهی جدید گرانادا اعطا شد. در وسط این نشان یک عقاب سیاه قرار دارد که نماد استواری می‌باشد. این نشان همچنین نماد خاندان هبزبرگ را که در آن زمان امپراتوری اسپانیا را در اختیار داشتند دربردارد. عقاب مذکور یک تاج طلا بر سر دارد و در پیش‌زمینه‌ای طلایی یک انار قرمز را در چنگال نگه داشته‌است. دور این مدال شاخه‌های زیتون حک شده که بر روی آن در پیش‌زمینه‌ای آبی رنگ نه انار طلایی قرار دارد. دو انار قرمز نماد بی‌باکی است و نه انار طلایی دیگر نماد نه ایالتی است که در آن زمان پادشاهی نیو گرانادا را تشکیل می‌دادند.

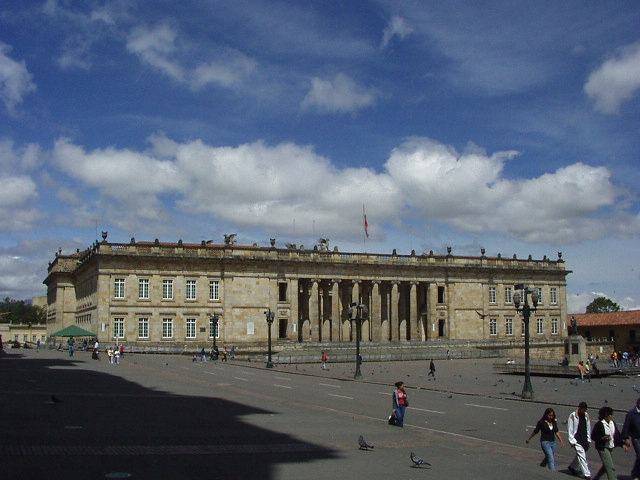
عمارت پارلمان ملی

در سال ۱۹۳۲ این نشان ویژه به‌طور رسمی به عنوان نماد بوگوتا برگزیده و اعلام شد.

### سرود ملی
شعر سرود ملی بوگوتا توسط پدرو مدینا آوندانو سروده شده و آهنگ آن توسط روبرتو پیندا دوکو ساخته شده‌است. طبق دستورالعمل ۱۰۰۰، در ۳۱ ژوئیه ۱۹۷۴، این سرود رسماً به عنوان سرود ملی اعلام شد و از آن به بعد در شهردار بوگوتا آنیبال فرنادز دی سوتو قرار گرفت.

## جمعیت و مساحت

### موقعیت

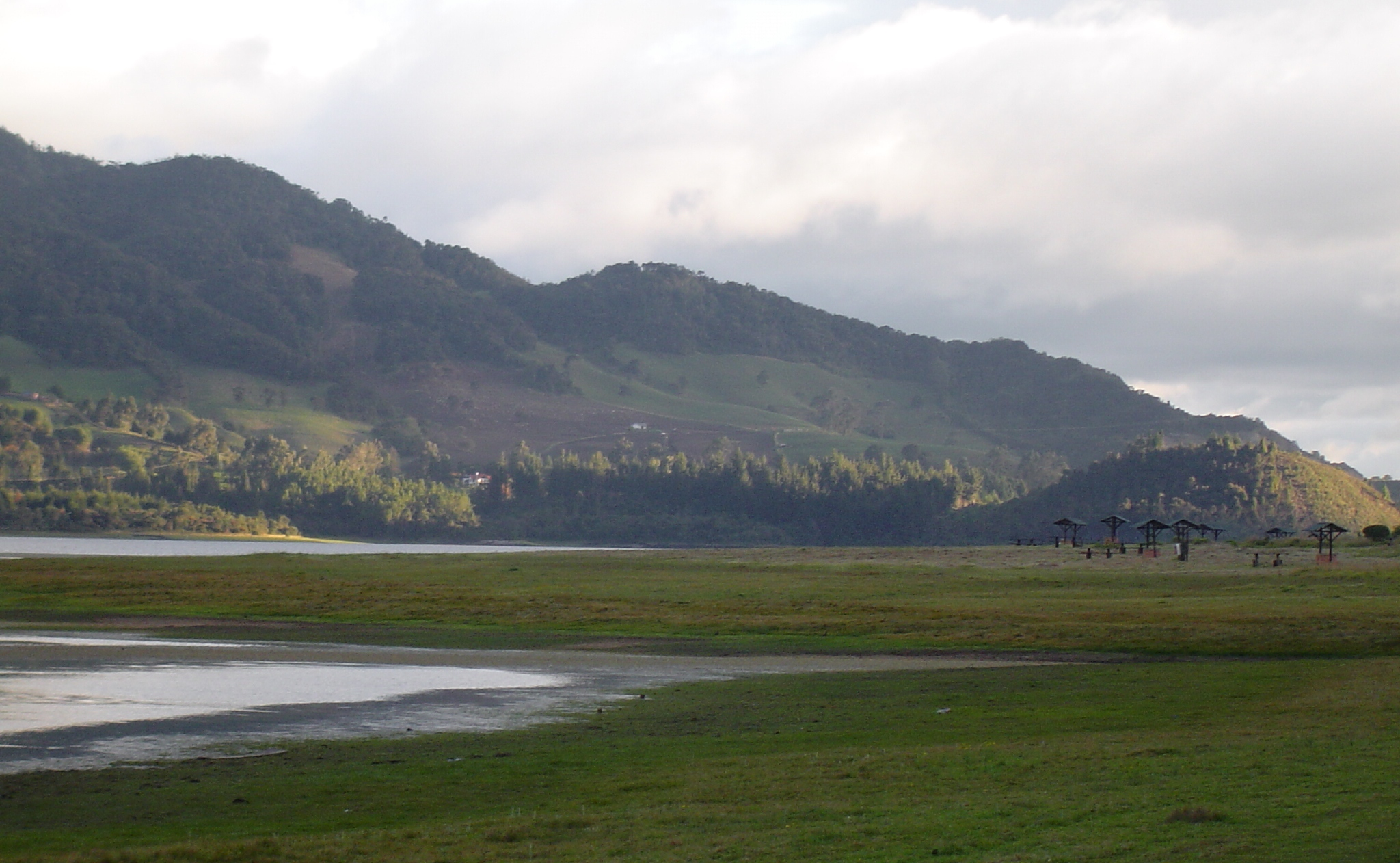
یک جلگه مرتفع"سابانا دی بوگوتا "

بوگوتا در مرکز کشور، در شرق «سابانا دی بوگوتا» و در ارتفاع ۲٬۶۴۰ متری (۸٬۶۶۱ فوت) از سطح دریا قرار دارد. اگرچه «سابانا» آنگونه که در میان مردم خوانده می‌شود، در لفظ «ساوانا» است، موقعیت جغرافیایی آن در حقیقت یک فلات مرتفع است که در بالای رشته‌کوه‌های آند قرار گرفته‌است.
رودخانه بوگوتا که از «سابانا» رد می‌شود، در جنوب آبشار تکونداما را شکل داده‌است. رودخانه‌های فرعی دره‌هایی را به وجود آورده‌اند که در آن‌ها روستاهایی حاصل‌خیز قرار دارد و اقتصاد آن‌ها بر مبنای کشاورزی، دامداری، دامپروری و صنایع دستی اداره می‌شود.
«سابانا» از شرق، هم‌مرز کوردیلرای شرقی از رشته کوه‌های آند است. تپه‌های اطراف که جلوی رشد شهر را گرفته‌اند به موازات کوه‌های گوادالوپ و مونسراته از جنوب به شمال ادامه دارند. مرز غربی شهر را رودخانه بوگوتا تشکیل می‌دهد؛ مرز جنوبی بوگوتا سوماپاز پارامو است و مرز شمالی آن از فلات مذکور تا چیا و سوپو ادامه دارد.

### آب و هوا
دمای متوسط هوای سابانا ۱۴ درجه سانتیگراد است که از ۹ تا ۲۲ درجه تغییر می‌کند. فصل‌های خشک و بارانی این منطقه یک در میان است. خشک‌ترین ماه‌ها دسامبر، ژانویه، فوریه و مارس هستند و پر باران‌ترین ماه‌های آن عبارت‌اند از آوریل، می، سپتامبر، اکتبر و نوامبر هستند. ژوئن و ژوئیه اغلب دوره‌های بارانی هستند و آگوست یک ماه آفتابی و پر باد است.

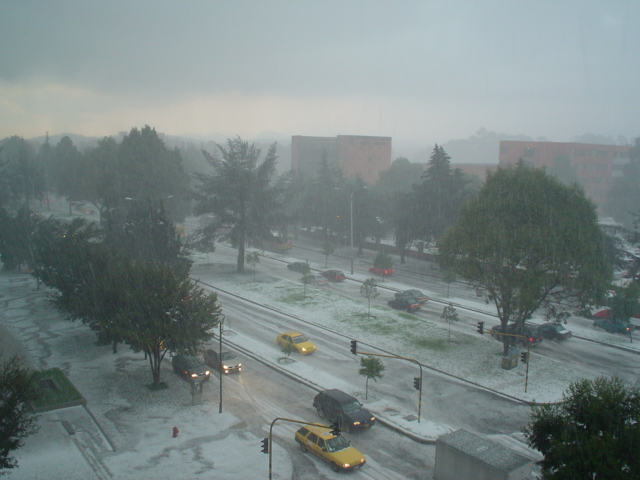
رگبار

به دلیل پدیده‌های آب و هوایی ال نینو و لا نینا که در درون یا اطراف آبگیر اقیانوس آرام رخ می‌دهند و عامل بسیاری از تغییرات آب و هوایی می‌باشند، شرایط آب و هوایی این منطقه کاملاً غیرمنظم و متغیر است.

### ترکیب شهری و اسم‌گذاری
ترکیب شهری به دوران استعمار برمیگردد و ترکیب مربعی آن برگرفته از سبک اسپانیایی است. ترکیب کنونی خیابان‌ها «کالس»هایی دارد که به صورت عمودی و از مشرق به مغرب در میان تپه‌ها ادامه دارد و تعداد آن‌ها در جهت شمالی افزایش یافته و از جنوب نیز از کاله ۱ پیشروی کرده، «کاررا»هایی که به موازات تپه‌ها در جهت شما-جنوب پیش رفته‌اند تعدادشان از شرق و غرب از کاررای ۱ افزایش یافته‌است. بخش‌های جدید شهری –مانند خیابان‌ها- اریب و –مانند کارراها- تراگذار هستند. خیابان‌ها شماره‌بندی شده‌اند.
حدود هزار محله و ناحیه، شبکه پیشرفته شهری را تشکیل می‌دهند. محله‌های ثروتمندتر در شمال و شمال غربی قرار دارند. محله‌های فقیرتر در جنوب و جنوب غربی قرار گرفته‌اند و بسیاری از آن‌ها مناطق غیر معمور هستند. طبقات متوسط عمدتاً در بخش‌های مرکزی، غربی و شمال غربی شهر سکونت دارند.

## جمعیت‌شناسی
بوگوتا به عنوان بزرگ‌ترین و پرجمعیت‌ترین شهر کلمبیا، ۷٬۳۲۱٬۸۳۱ نفر جمعیت دارد (سرشماری سال ۲۰۰۵).

## دولت

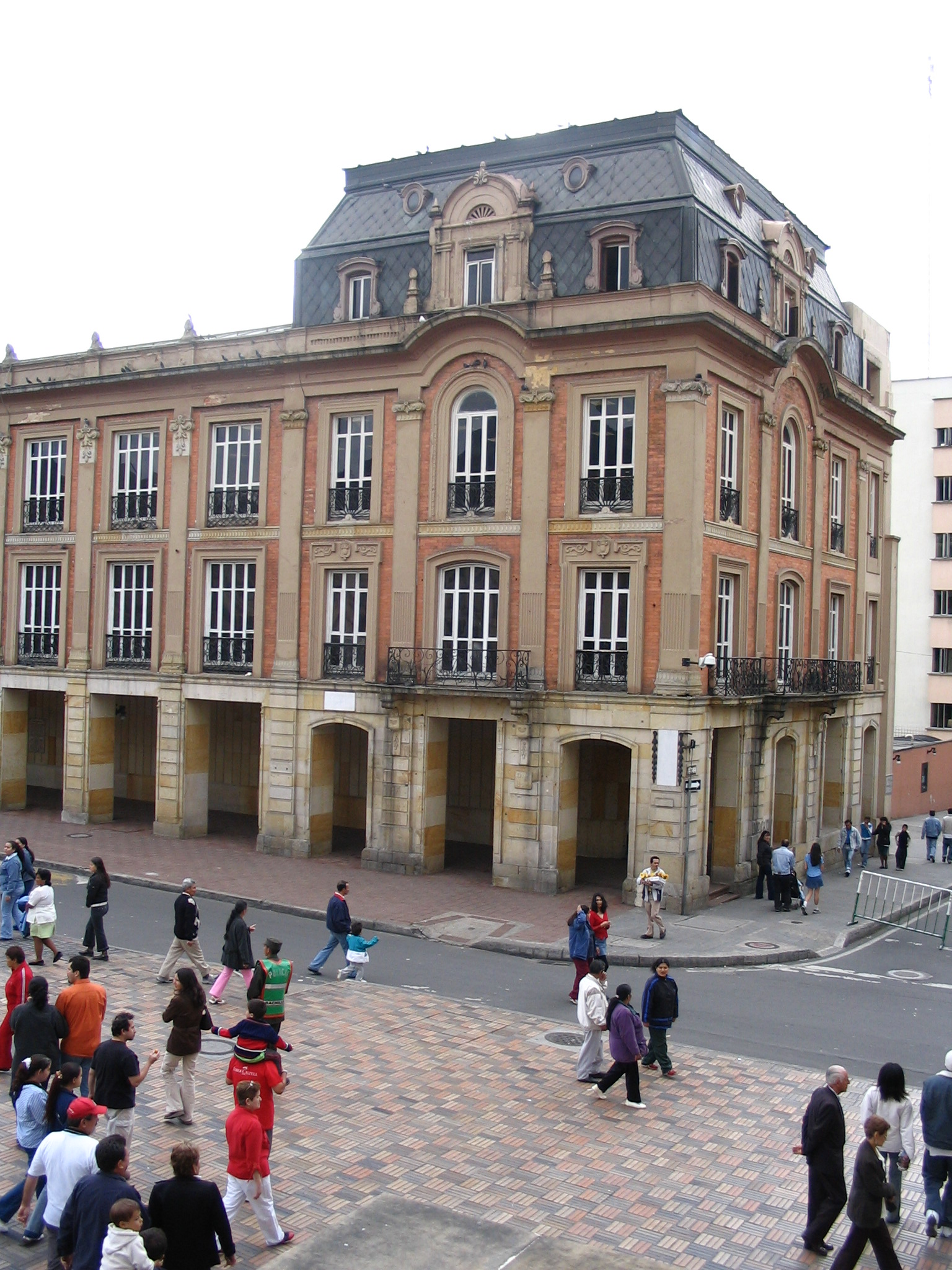
سیتی هال

بوگوتا پایتخت کلمبیا است و مجلس ملی قانونگذاری، دیوان عالی عدالت و مرکز قوه مجریه و نیز اقامتگاه رئیس‌جمهور در آن قرار گرفته‌است. شهردار ارشد و شورای منطقه‌ای که هر دو با رأی مردم انتخاب می‌شوند مسئول اداره شهر می‌باشند.
این شهر به ۲۰ منطقه تقسیم می‌شود: اوساکوئن چاپینرو، سانتا فی، سن کریستوبال، اوسم، توجیولیتو، بوسا، کندی، فونتبون، انگاتیوا، سوبا، باریوس اونیدوس، تیوساکوئیلو، لس مارتیرس، آنتونیو نارینو، پیونته آراندا، لا کاندلاریا، رافائل اوریبه اوریبه، سیوداد بولیوار، سوماپاز.
هر یک از ۲۰ منطقه توسط یک هیئت اجرایی اداره می‌شود که توسط رأی مردم انتخاب شده‌اند و طبق تصمیم شورای منطقه‌ای حداقل اعضای آن هفت نفر است. شهردار ارشد از یک هیئت سه نفره که توسط هیئت اجرایی مربوط معرفی شده‌اند شهرداران منطقه‌ای را انتخاب می‌کند.

## اقتصاد
بوگوتا بزرگ‌ترین قطب اقتصادی کلمبیا است و بعد از آن مدلین، کالی و بارانکویلا در رتبه‌های بعدی قرار دارند. دفاتر مرکزی بیشتر شرکت.های کلمبیا در بوگوتا واقع شده‌است و از طرف دیگر بیشتر شرکت‌های خارجی فعال درکلمبیا و نیز بورس سهام در این کشور قرار دارند. بوگوتا در واردات و صادرات کالاها به کلمبیا به عنوان یک قطب به‌شمار می‌آید.

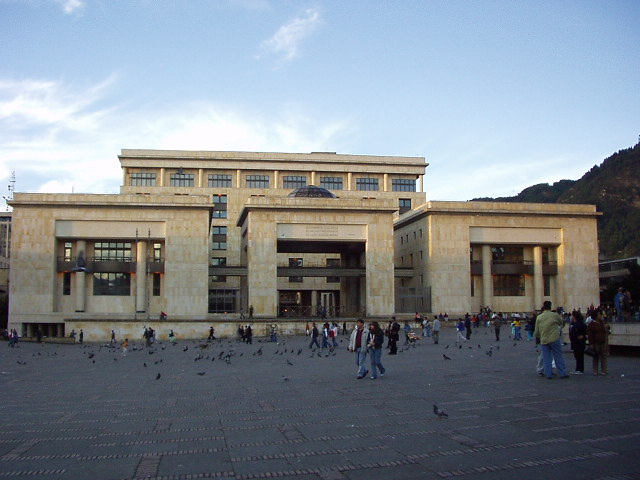
کاخ دادگستری کلمبیا.

### تولید، بازرگانی و تجارت
بوگوتا کانون تجارت در کلمبیا است. بخش بانک و بیمه و بازار بورس در این شهر رونق خوبی دارند. شرکت‌های مهندسی واقع در این شهر به سایر مناطق کلمبیا و آمریکای مرکزی خدمات‌رسانی می‌کنند. مراکز فرماندهی نظامی و موسسات دولتی در بوگوتا قرار دارند. این شهر مرکز شبکه مخابرات است و بزرگ‌ترین تجهیزات صنعتی کلمبیا را در اختیار دارد.
برخی خدمات در این شهر عمومی و برخی دیگر خصوصی هستند. خدمات عمومی عبارت‌اند از انرژی، آب و فاضلاب و تلفن. قبض‌های انرژی و آب و فاضلاب بر اساس منطقه سکونت شهروندان طبقه‌بندی می‌شوند. در نتیجه، قشرها مرفه‌تر جامعه به تأمین یارانه انرژی و آب و فاضلاب برای قشرها آسیب‌پذیر جامعه کمک می‌کنند. خدمات تلفن توسط «شرکت مخابرات امپرسا دی بوگوتا»(ETB)، که متعلق به شهر است و شرکت «کاپیتل» متعلق به «شرکت مخابرات کلمبیا» و «ای پی ام بوگوتا» متعلق به شرکت خدمات عمومی مدلین («امپرساس پابلیکاس دی مدلین» - EPM) ارائه می‌شود. علاوه بر تلفن‌های همراه، تلفن‌های سکه‌ای و کارتی نیز در دسترس هستند. (از ماه مه ۲۰۰۵) سه اپراتور تلفن‌های بی‌سیم در این شهر فعال هستند: موی استار (متعلق به شرکت اسپانیایی تلفونیکال)، کومسل (متعلق به تلمکس) و اولاً (مشترکاً متعلق به ETB و EPM).
همچنین صادرات محصولاتی همچون گل و زمرد نیز از دیگر منابع درآمدزایی بوگوتا است. هر روز در مرکز بوگوتا میلیون‌ها دلار زمرد خام و تراش‌خورده معامله می‌شود. سایر صنایع مهم عبارت‌اند از خدمات مالی به ویژه بانکداری. بوگوتا مرکز بانک‌های تجاری مهم و بانک مرکزی این کشور است. این شهر همچنین مرکز چاپ و نشر به‌شمار می‌آید. این شهر همچنین مراکز گردهمایی‌هاست و مراکز کنفرانس مهمی را در خود جای داده‌است که از آن جمله عبارت‌اند از: مرکز فدرال گردهمایی‌های کورفریاس، مرکز گردهمایی‌های اونتوس کافام، مرکز گردهمایی‌های گوزالو جیمنز دی کووزادا و غیره می‌باشد. به دلیل موقعیت بوگوتا به عنوان پایتخت، بسیاری از دوایر دولتی که نماینده بخشی دیگر از قدرت اقتصادی شهر نیز می‌باشند در آن واقع شده‌اند.
مراکز عمده بازرگانی اقتصاد کلمبیا همچون جی ام کولوموتورز، شرکت اوتوماتریز کلمبیا و اکوپترول، پایگاه اقتصادی شهر را تشکیل می‌دهند.

### ترابری و ارتباطات

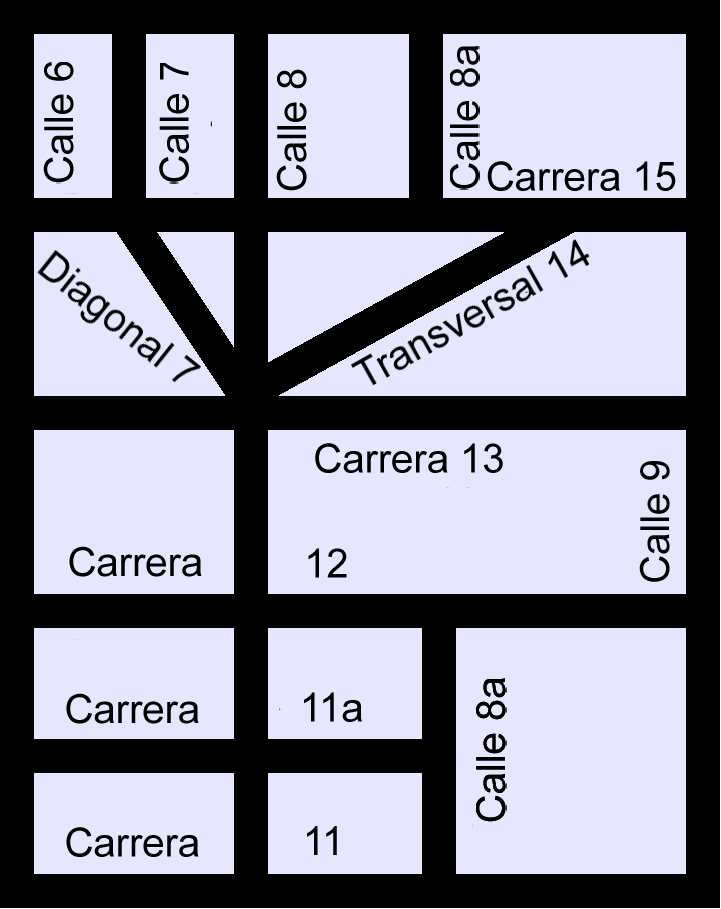
ترکیب خیابانی بوگوتا بر اساس سیستم مختصات دکارتی

بوگوتا شهری مدرن با سامانه ترابری مدرن است. این سیستم شامل یک فرودگاه بین‌المللی، خطوط اتوبوس، تاکسی، سیستم سریع‌السیر اتوبوس ترانسمیلنیو و حتی یک قطار است که برای حمل و نقل حومه شهر به کار می‌رود.
اتوبوس‌ها اصلی‌ترین وسایط نقلیه عمومی هستند. دو نوع سیستم اتوبوس‌رانی وجود دارد: سیستم سنتی و ترانسمیلنیو. در سیستم سنتی انواع مختلف اتوبوس کار می‌کنند، که در خیابان‌های معمولی آمدوشد دارند و چندین شرکت از آن‌ها بهره‌برداری می‌کنند:
- اتوبوس؛ اتوبوس‌های بزرگ.
- «بوستا»؛ اتوبوس‌های متوسط.
- «میکروباس» یا «کولکتیوو»؛ ون و مینی‌ون‌ها

اتوبوس‌ها به دو دسته تقسیم می‌شوند: «ایجکیوتیوو» که یک سرویس مجلل محسوب می‌شوند و برای حمل مسافر سرپایی در نظر گرفته نشده‌اند و «کورینته» یا سرویس نرمال. از مارس ۲۰۰۶ محدوده کرایه اتوبوس‌ها بین ۹۰۰ تا ۱۲۵۰ COP (حدود ۴۰ سنت) است.
به علاوه، چندین نوع تاکسی در بوگوتا کار می‌کند. تاکسی‌های زرد تاکنون رایج‌ترین نوع بوده‌اند. اگرچه این تاکسی‌ها گرانتر هستند اما مردم معمولاً برای دستیابی سریع به محل کارشان از آن‌ها استفاده می‌کنند. بوگوتا همچنین تاکسی‌های سفید نیز دارد که شرکت‌ها و هتل‌ها برای حمل مشتریانشان از آن‌ها اغلب به عنوان شاتل استفاده می‌کنند.

#### فرودگاه‌ها
فرودگاه اصلی بوگوتا فرودگاه بین‌المللی الدورادو است. چندین خط هوایی داخلی (آویانکا، ارو ریپابلیکا، ایرز و ساتنا) و بین‌المللی (همچون ایبریا، امریکن ایرلاینز، واریگ، کوپا، کانتیننتال، دلتا، ایر کانادا، ایروگال، تیم، تاکا) از فرودگاه الدورادو بهره‌برداری می‌کنند. به دلیل واقع شدن این فرودگاه در کلمبیا و آمریکاز ارائه کنندگان خدمات حمل‌ونقل زمینی و ارائه‌دهندگان خدمات حمل‌ونقل هوایی، آن را ترجیح می‌دهند.
در حال حاضر توسعه فرودگاه الدورادو در مرحله برنامه‌ریزی قرار دارد. این مرحله تا ژانویه سال ۲۰۰۸ به پایان خواهد رسید.

#### پایانه‌های اتوبوسرانی
بوگوتا کانون مسیرهای داخلی و بین‌المللی اتوبوسرانی است. این پایانه مسیرهای را به شهرهای بزرگ و کوچک کلمبیا فراهم می‌کند.
و به عنوان بزرگ‌ترین پایانه کشور به‌شمار می‌آید. برخی شرکت‌های اتوبوسرانی در این فرودگاه سفرهای خارجی به کشورهایی همچون اکوادور و ونزوئلا را ارائه می‌کنند.

#### ترانس میلنیو
ترانس میلنیو یک سیستم اتوبوس سریع‌السیر است که از شبکه‌ای از اتوبوس‌های مدرن در خطوط ویژه (مسیر اتوبوس) و اتوبوس‌های کوچک‌تر (خط فرعی) در مسیرهای مناطق مسکونی تشکیل شده‌است و مسافران با استفاده از خطوط فرعی اتوبوس به مسیر اصلی می‌رسند. مسیرهای اصلی ترانس میلنیو عبارت‌اند از: خیابان کاراکاس، خیابان سی‌ام، خیابان آمریکاس، اتوبان شمالی («اوتوپیتسا نورته»)، خیابان جیمنز و خیابان سی‌ام (که به آن «نورته کویتو سور» یا «ان کیو اس» نیز می‌گویند). مسیرهای خیابان سوبا و بخش جنوبی مسیر خیابان سی‌ام در آوریل سال ۲۰۰۶ افتتاح شدند. سومین فاز این سیستم خیابان هفتم، خیابان دهم و خیابان بیست‌وششم را نیز تحت پوشش قرار می‌دهد (اونیدا الدورادو). قرار است تا سال ۲۰۳۰، کل شهر تحت پوشش این سیستم درآید.
سرویس اتوبوس سریع‌السیر ترانس میلنیو بسیار ارزان، کارآمد تمیز است و مسافران را به نقاط مختلف شهر می‌رساند. با وجودی که ترانس‌میلنیو در حال گسترش است، هنوز برخی مسیرها وجود دارند که به آن مرتبط نشده‌اند.

##### امنیت در ترانس‌میلنیو
مانند سایر مناطق شلوغ، کسانیکه از ترانس‌میلنیو استفاده می‌کنند باید بدانند هنگامیکه در این سیستم مسافرت می‌کنند در معرض خطر جیب‌برها قرار دارند. به علاوه تاکنون چند مورد زورگیری نیز گزارش شده‌است. امنیت اتوبوس‌ها و ایستگاه‌ها توسط پلیس‌هایی که در استخدام شهر هستند تأمین می‌شود. در عین حال بیشتر این پلیس‌ها را افسرانی که تازه دیپلم یا سربازان وظیفه تشکیل می‌دهند («پولیسا باچیلار»). افسران عالی‌رتبه‌تر در سمت سرپرست فعالیت می‌کنند و زمانی‌که پولیسا باچیلار تقاضای کمک می‌کنند به یاری آن‌ها می‌آیند.

#### شبکه مسیرهای دوچرخه‌سواری
شبکه مسیر دوچرخه‌سواری بوگوتا که «سیکلوروتاس» نیز نام دارد، یکی از گسترده‌ترین شبکه‌های اختصاص یافته به مسیر دوچرخه‌سواری در بین شهرهای جهان است و وسعت آن به ۳۰۳ کیلومتر می‌رسد. این مسیر از خیابان ۱۷۰ در شمال شهر آغاز شده و در جنوب شهر به خیابان ۲۷ می‌رسد و از جهت دیگر از مونسراته در شرق تا رودخانه بوگوتا در غرب گسترش دارد. ساخت سیکلوروتاس توسط دولت آنتاناس ماکوس (۱۹۹۸–۱۹۹۵) آغاز شد و در دوران شهرداری انریکو پنالوسا به توسعه چشمگیری رسید.
در روزهای یکشنبه مردم به همراه خانواده‌هایشان در یک قطار گردشگری محبوب سوار می‌شوند. در تعطیلات آخر هفته، این قطار از بوگوتا به مقصد شهرهای حومه‌ای زیپاکوریا و نموکون حرکت می‌کند.

## دانشگاه‌ها و مراکز آموزش عالی
دانشگاه‌ها و مراکز آموزش عالی بوگوتا تأثیر بسزای در اقتصاد منطقه داشته‌اند. این مراکز علاوه بر اشتغال‌زایی، صنایع ملی و بین‌المللی را به بوگوتا و مناطق اطراف آن جذب می‌کنند. این شهر به «مکه» آموزش در کلمبیا شهرت دارد؛ بوگوتا بیش از هر شهر دیگر کلمبیا، مدرسه، دانشگاه و مراکز آموزش عالی را در خود جای داده‌است.
```
دانشگاه سنت توماس یکی از معروفترین دانشگاه‌های جهان درهمین شهر قرار دارد.
```

## پارک‌ها و مراکز تفریحی
- پارک‌های زیادی در بوگوتا وجود دارند که بیشتر آن‌ها به امکانات برگزاری کنسرت، تئاتر، سینما، نقالی و سایر فعالیت‌های دیگر مجهز هستند. به عنواند مثال «پارک کلان‌شهر سیمون بولیوار» پارکی بزرگ است که اغلب کنسرت‌های بزرگی در آن اجرا می‌شود (مثل کنسرت سالانه راک آل پارکو، که یک جشنواره مجانی است و در آن گروه‌های جدید راک آمریکای لاتین به صورت مجانی کنسرت اجرا می‌کنند). همچنین هر ساله در ماه آگوست جشن کایت بازی که یک سنت ملی است، در این پارک برگزار می‌شود.
- یکی دیگر از پارک‌های محبوب، «پارکو ناسینونال» (پارک ملی) است که یکی از بزرگ‌ترین مراکز تفریحی بوگوتا محسوب می‌شود. این پارک درخت‌های فراوان و فضای سبز گسترده‌ای دارد و آبگیرها، وسایل بازی کودکان، مسیرهای پیاده‌روی و دوچرخه‌سواری و مکان‌های تفریحی همچون پخش عمومی فیلم‌های سینمایی و برگزاری کنسرت و رویدادهای مختلف به سازماندهی شورای شهر بوگوتا از دیگر امکانات آن به‌شمار می‌آید. این پارک بین دو خیابان اصلی شهر یعنی خیابان سیرکونوالار و خیابان هفتم واقع شده‌است.

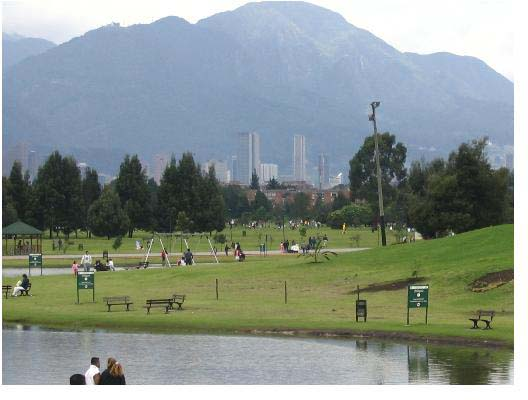
پارک کلان‌شهری سیمون بولیوار

- باغ گیاه‌شناسی بوگوتا («ژاردین بوتانیا دی بوگوتا»)
- پارک‌های فراوان دیگری نیز در اطراف بوگوتا قرار دارند. هر محله بوگوتا پارک مخصوص به خود را دارد. برخی از این پارک‌ها خصوصی و برخی دیگر عمومی هستند. برخی از پارک‌های خصوصی از اهالی محله برای ورود کارت ویژه می‌خواهند. پارک‌های عمومی متعلق به همه مرم هستند. برخی از این پارک‌ها دیده‌بان دارند. این پارک‌ها نیز مجهز به مکان‌های ورزشی هستند که برای کودکان و بزرگسالان برنامه‌های ورزشی ارائه می‌دهند که از آن جمله می‌توان به والیبال، بسکتبال، تکواندو، فوتبال و سایر ورزش‌های دیگر اشاره کرد.
- فعالترین پارک (هم از نظر فعالیت‌های تفریحی، تبلیغ محصولات جدید و زندگی شبانه) «پارکو دی لا ۹۳» است که بین خیابان‌های ۹۳، ۱۲ و ۱۳ واقع شده‌است. چندین رستوران و کافه برتر شهر در این پارک یا در «زونا تی» (منطقه T) در خیابان ۸۲ قرار دارند. اخیراً نیز فعالیت رستوران‌ها در «زونا جی» (منطقه G) (خیابان‌های ۶۹ و ۷۰ در منطقه روس روزالس) و لاماکارنا آغاز شده‌است.
- علاوه بر پارک‌های طبیعی، بوگوتا پارک‌های سرگرمی فراوانی دارد که از آن جمله می‌توان به موندو آونتورا و سالیتره مجیکو اشاره کرد. ورود به این پارک‌ها پولی است و مردم باید برای انجام بازی‌های ماشینی پول بپردازند. پارک موندو آونتورا به بازی‌های ماشینی همچون کشتی آسمانی، ترن‌هوایی، چکش و سایر سرگرمی‌های بزرگسالان مجهز است. برای بچه‌ها نیز انواع بازی‌های مکانیکی همچون کشتی آسمانی، ترن‌هوایی، چرخ‌وفلک، لاک‌پشت و غیره در ابعاد کوچک در نظر گرفته شده‌است. در این پارک مردم هم می‌توانند تفریح کنند و هم با در طبیعت در تماس خواهند بود و کودکان می‌توانند به بزها غذا بدهند. علاوه بر این، جایی به نام «سردودرومو» وجود دارد که در آن خوک‌ها با هم مسابقه می‌دهند.
- دیگر پارک تفریحی، پارک «سالیتر مجیکو» است که یکی از مراکز تفریحی کودکان و بزرگسالان به‌شمار می‌آید. در این پارک بازی‌های مکانیکی فراوانی همچون کشتی دزدان دریایی، اپوکالیپش، ترن‌هوایی۳ وسایر بازی‌های دیگر وجود دارد. این پارک در مجاورت پارک سیمون بولیوار قرار دارد که یکی از مشهورترین نقاط بوگوتا به‌شمار می‌آید (همچنین در طول سال در آن کنسرت اجرا می‌شود).
- برای رهایی از فشارهای زندگی شهری، پارکه‌دل‌چیکو، با درختان، باغچه‌ها، نهرهای و برکه‌های طبیعی و عمارت سبک استعماریش که اکنون به موزه تبدیل شده، برای دیدن ارزشمند است.
- در حومه شمالی شهر، پارک جیم دوک برای خانواده‌هایی که از آن دیدار می‌کنند یک جاذبه فرهنگی است. این پارک دارای پیست دوچرخه‌سواری، نمایشگاه و باغ‌وحش می‌باشد. دست بزرگی که جهان را نگه داشته نماد خداست و در بنایی که به شکل تاج‌محل ساخته شده مجموعه‌ای از عکس‌ها و کپی نقاشی‌های مشور ارائه می‌شود.
- بوگوتا یک موزه تعاملی علمی دارد که به آن مالوکا می‌گویند.

## متفرقه

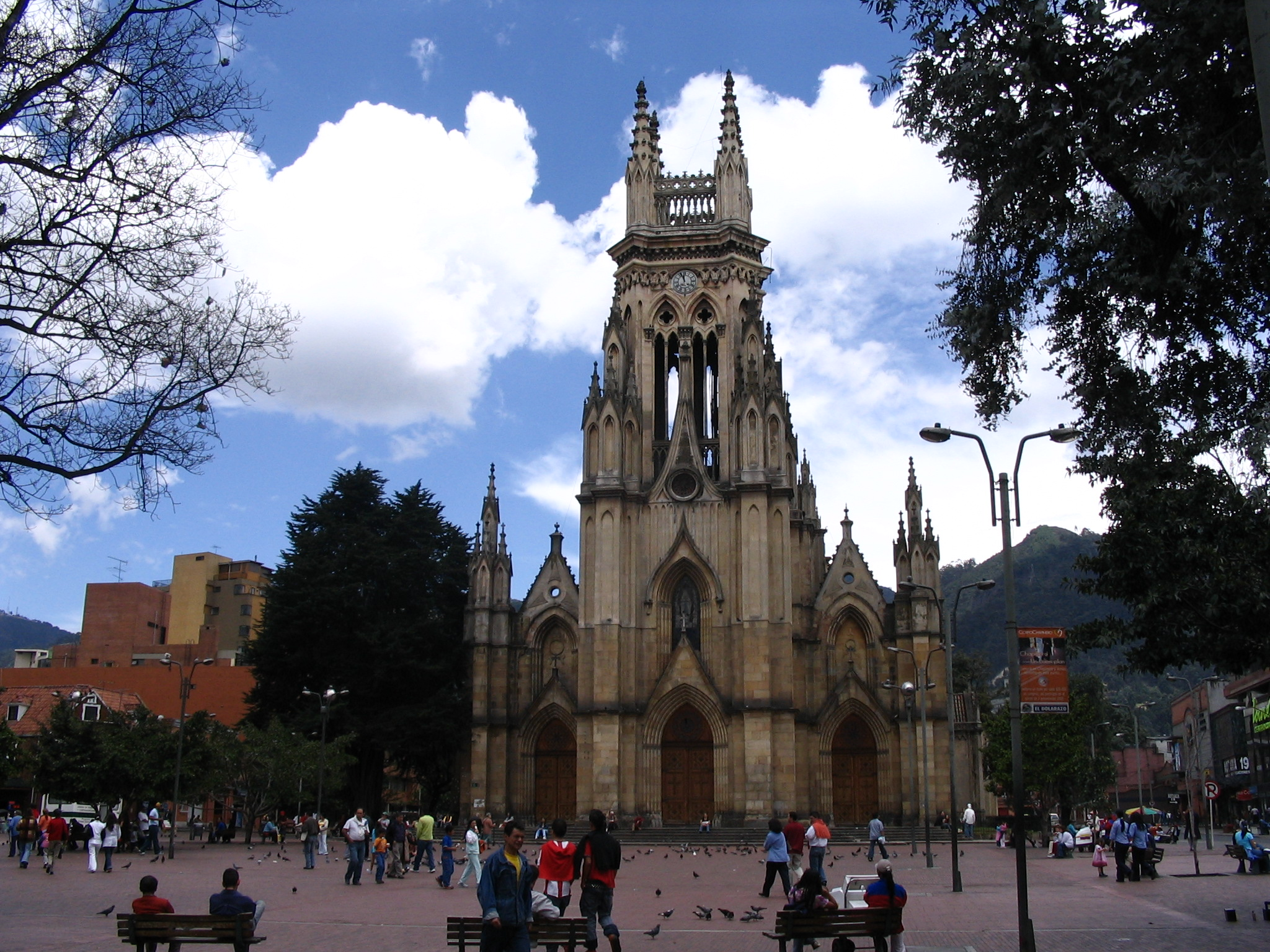
کلیسای بانوی لوردس

- هر دو سال یکبار، بوگوتا میزبان بزرگ‌ترین فستیوال تئاتر جهان یعنی جشنواره تئاتر آیبروامریکن است.
- به دلیل ذوق علمی و اخلاقی اهالی بوگوتا، این شهر به آتن آمریکای لاتین شهرت دارد.
- این شهر همچنین میزبان نمایشگاه بین‌المللی کتاب است که یکی از سه نمایشگاه بزرگ کتاب در دنیای اسپانیولی زبان قاره آمریکا به‌شمار می‌آید.
- بلندترین ساختمان این شهر برج کولپاتریا نام دارد.
- شعار قبلی این شهر این بود «۲۶۰۰ متر به ستاره‌ها نزدیکتر» (با توجه به ارتفاع این شهر از سطح دریا)
- در این شهر یک روز به عنوان روز بدون ماشین نهادینه شده که به «ال دیا سین کارو» (روز بدون ماشین) نام دارد. این اتفاق در اولین سه شنبه ماه فوریه اتفاق می‌افتد. مراجعه کنید به روزهای بدون ماشین و روزهای بدون ماشین سازمان ملل.
- با کیفیت‌ترین و گرانترین آب آشامیدنی در آمریکای لاتین متعلق به بوگوتا است.
- کل منطقه فدرال بزرگ‌ترین اقتصاد کلمبیا را دارد و در آمریکای لاتین در رتبه هشتم قرار دارد.
- در موزه طلا بزرگ‌ترین مجموعه کارهای ساخته شده از طلا وجود دارد.
- شبکه مسیر دوچرخه‌سواری با طول ۳۰۰ کیلومتر در بین شهرهای جهان وسیع‌ترین است.

## نگارخانه

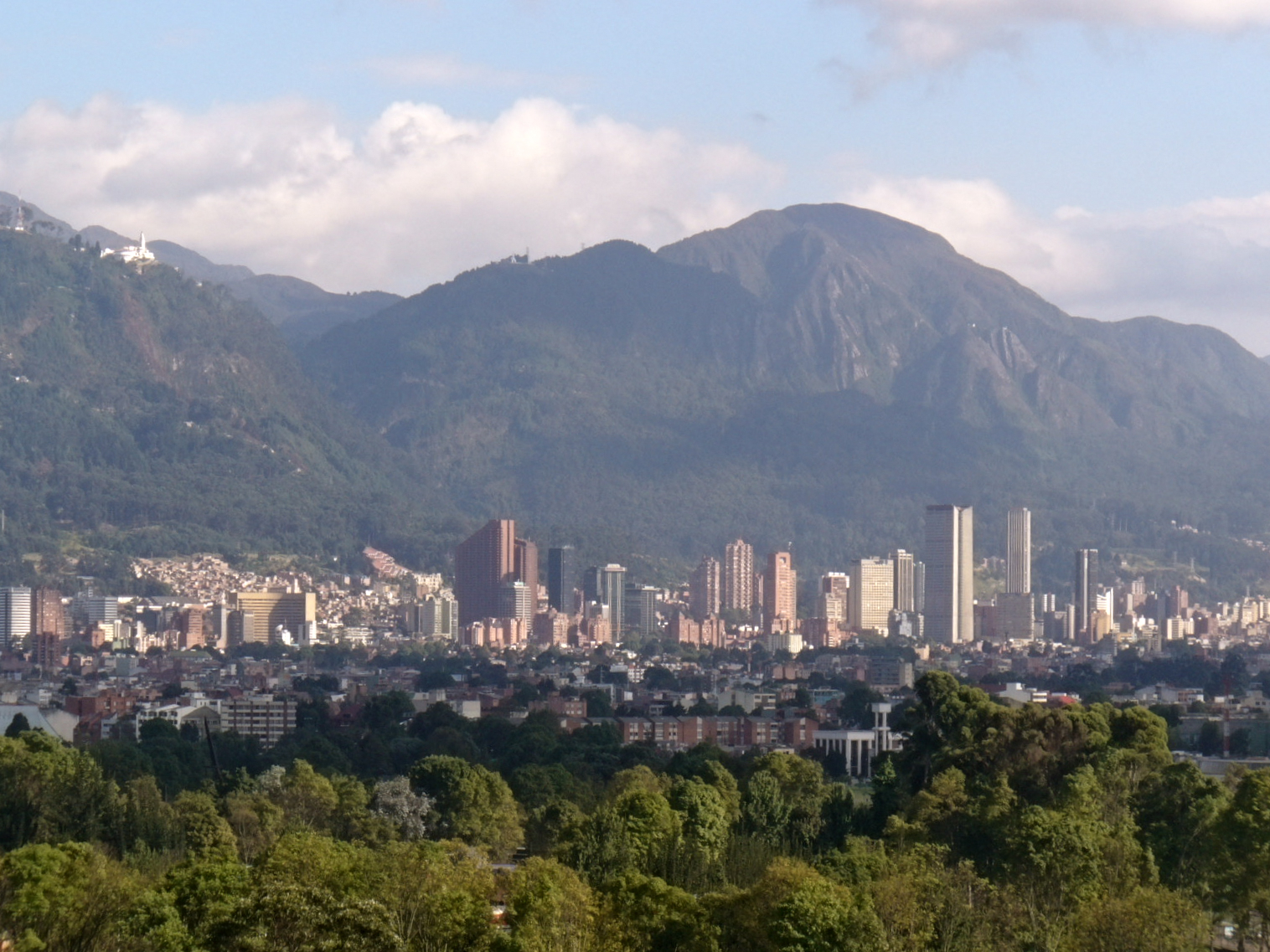
نمای پهن مرکز شهر بوگوتا از نزدیک مونسراته
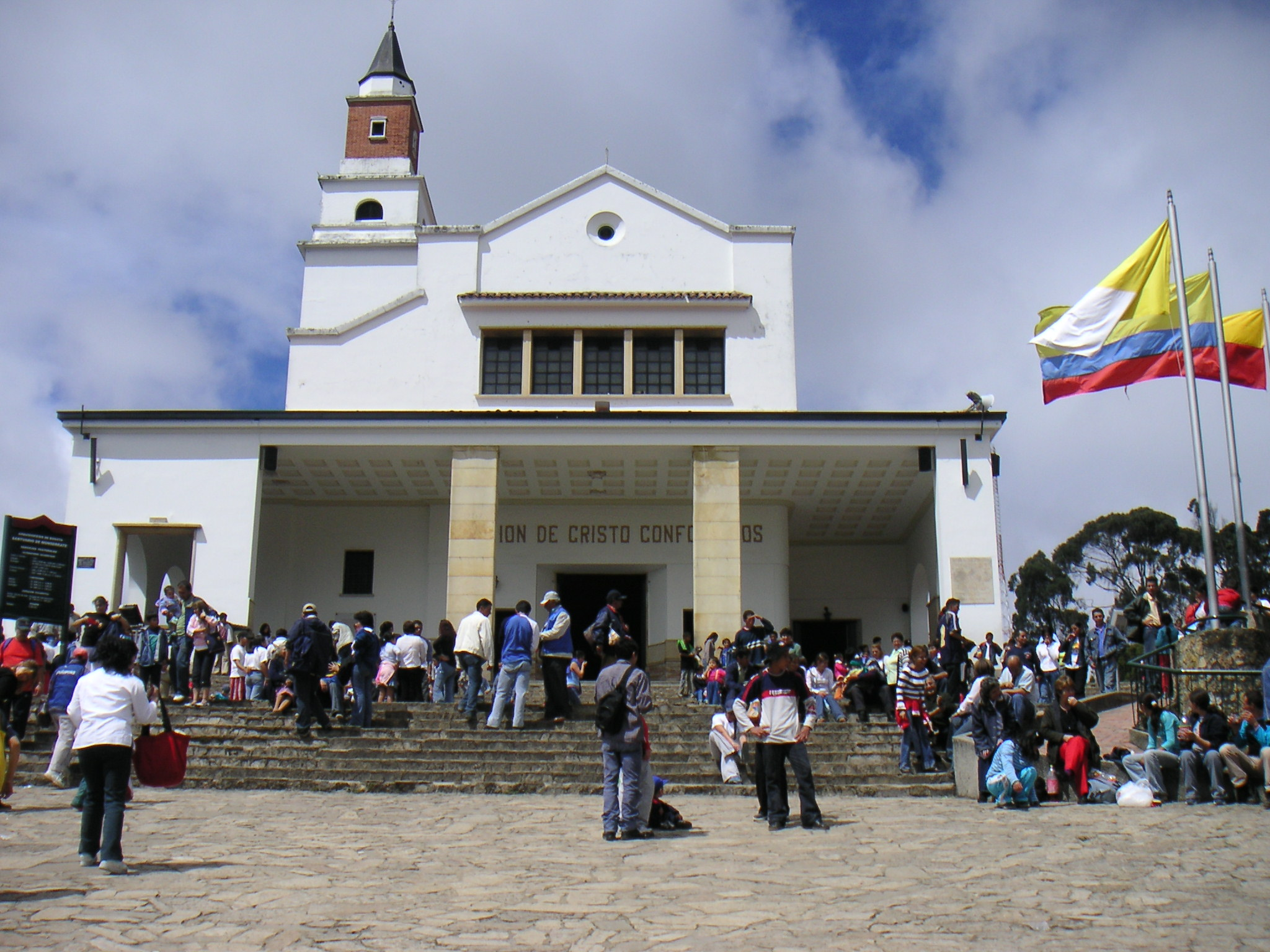
کلیسای مونسراته
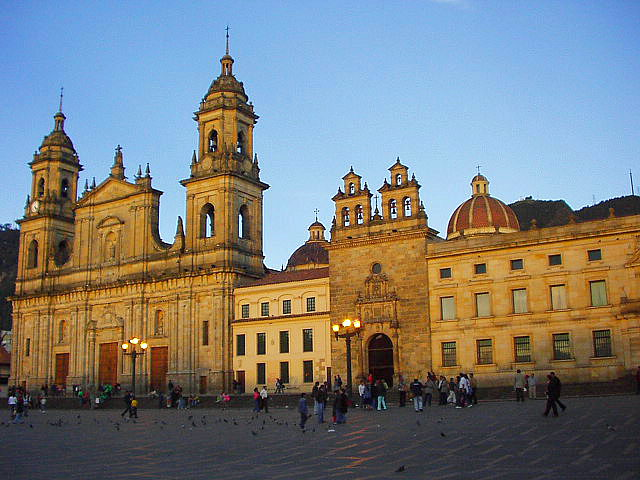
کلیسای کندلاریا
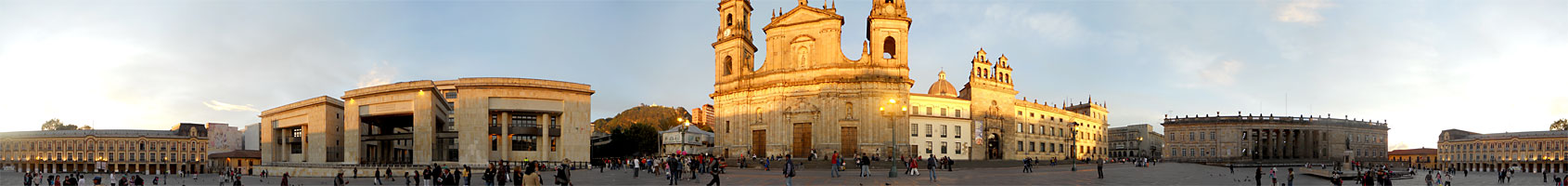
نمایی از میدان بولیوار، بوگوتا